# 26269 Marciaprill
26269 Marciaprill è un asteroide della fascia principale. Scoperto nel 1998, presenta un'orbita caratterizzata da un semiasse maggiore pari a 2,4014433 UA e da un'eccentricità di 0,1815291, inclinata di 2,43779° rispetto all'eclittica.